# Val Cenise
Ne doit pas être confondu avec Val Cenis ou Val-Cenis.
Le val Cenise, en italien Val Cenischia, est une vallée de France et d'Italie située dans les Alpes, dans le massif du Mont-Cenis. Son principal cours d'eau est la Cenise, affluent du Pô par la Doire Ripaire. Sa partie amont située en France au-dessus de 1 900 mètres d'altitude comporte le col, le barrage et le lac du Mont-Cenis. Au débouché de la vallée se trouve la ville italienne de Suse dans la vallée du même nom. Seul point de passage routier entre la Maurienne et le Piémont avec les tunnels routier et ferroviaire du Fréjus, la vallée est le lieu d'âpres combats et négociations pour son contrôle, notamment dans la première moitié du XXe siècle.

## Géographie

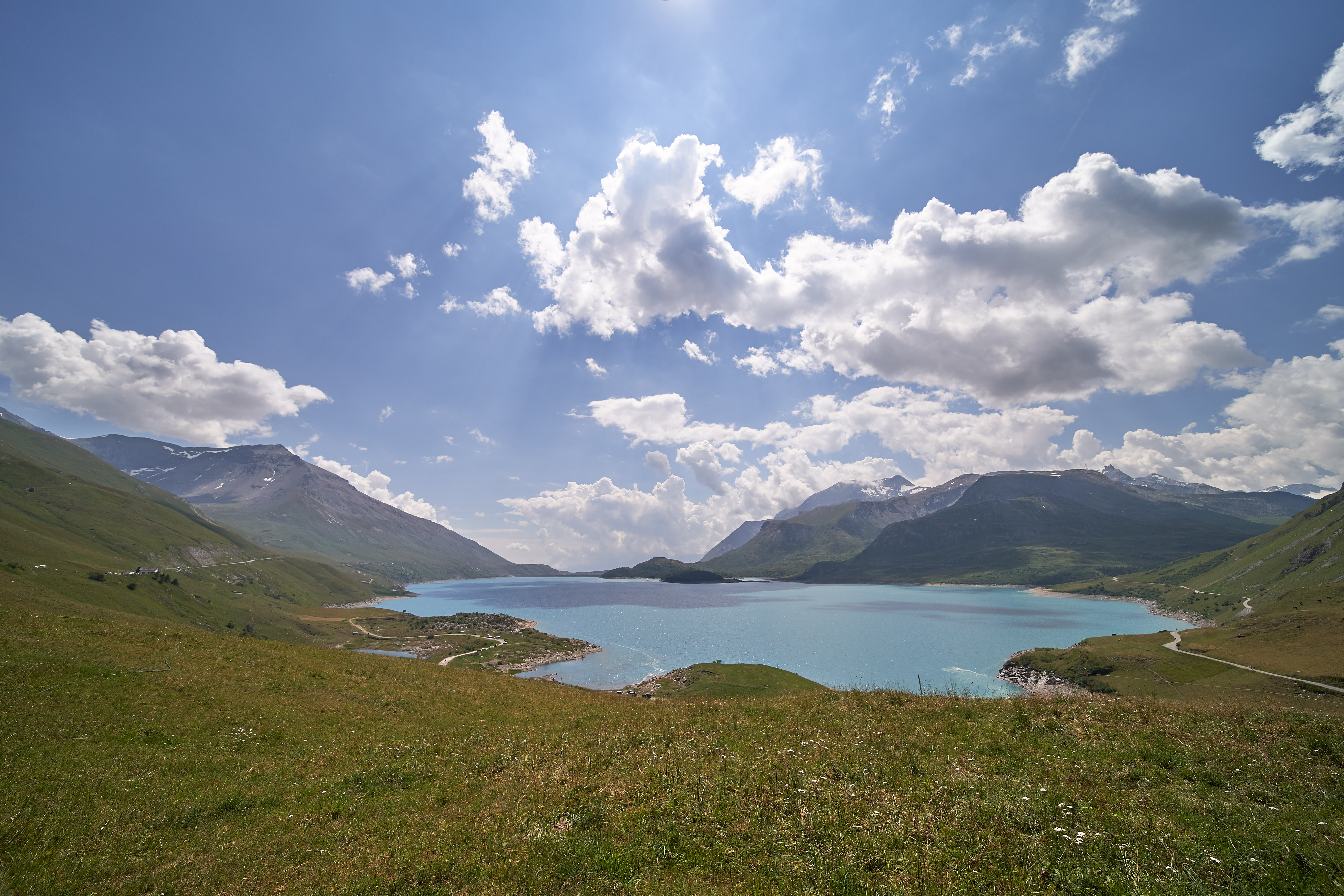
Vue depuis le col du Mont-Cenis au nord-ouest du lac du Mont-Cenis qui occupe la partie amont du val Cenise.

Le val Cenise se trouve le massif du Mont-Cenis, ensemble montagneux des Alpes occidentales entre la France et l'Italie. Orientée vers le sud-est, cette vallée latérale en rive gauche du val de Suse est formée de deux unités reliées par des gorges : en amont, un plateau dont le centre est occupé par le lac du Mont-Cenis et en aval, une vallée glaciaire au fond plat. Au nord-ouest, les cols du Mont-Cenis (2 085 m) et du Petit Mont-Cenis (2 183 m) communiquent avec la Maurienne située au nord-ouest. Le vallon d'Ambin et le vallon de Savine au sud-ouest ainsi que la vallée du Ribon au nord-est, trois vallées latérales à la Maurienne, encadrent le val Cenise.
Les sommets entourant la vallée sont nombreux à dépasser les 3 000 mètres d'altitude ou à s'en approcher : la punta Malatera (2 544 m), le mont Giusalet (3 312 m), la pointe Droset (2 917 m), le signal du Petit Mont-Cenis (3 162 m), la cime du Laro (2 881 m), le sommet de la Nunda (3 023 m), le signal du Grand Mont-Cenis (3 377 m), la pointe de Ronce (3 612 m), la pointe du Vieux (3 464 m), la pointe du Chapeau (3 419 m), la pointe de la Haie (3 452 m), la pointe du Lamet (3 504 m), le mont Tour (3 385 m) et Rochemelon (3 538 m) du sud-ouest au nord-est dans le sens horaire.
Le cours d'eau principal est la Cenise, torrent émissaire du lac du Mont-Cenis et affluent du Pô via la Doire Ripaire. D'autres petits affluents à la Cenise drainent les pentes de la vallée dont certains viennent de lacs comme le lac Blanc, le lac Noir, le lac de Roterel ou encore le lac de la Vecchia. La vallée étant située sur le bassin versant du Pô, elle appartient à la région de l'Italie, y compris sa partie française.

## Histoire
La vallée constitue une importante voie de communication entre les deux versants des Alpes. Sa situation stratégique fait que la frontière a changé plusieurs fois de tracé, notamment dans le haut de la vallée, sur le plateau du Mont-Cenis. Une route relie la Maurienne au val de Suse via le val Cenise et un chemin de fer y circule brièvement entre 1868 et 1871.